# بيمبروك باريش

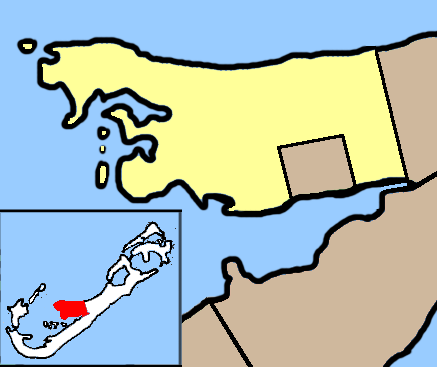
أبرشية بيمبروك

بيمبروك باريش أو رعية بيمبروك أو أبرشية بيمبروك، هي إحدى رعيات برمودا التسع. وقد سُميت تيمنًا بالأرستقراطي الإنجليزي ويليام هربرت، إيرل بيمبروك الثالث (1580-1630).
تشغل معظم شبه الجزيرة القصيرة التي تمتد من الساحل الشمالي الأوسط لجزيرة برمودا الرئيسية، وتحيط بمدينة هاميلتون من ثلاث جهات (الجهة الرابعة تقع على شاطئ ميناء هاميلتون). ولذلك، يُشبه شكلها إلى حد ما مقاطعة بيمبروكشاير في ويلز. تمتد شبه الجزيرة في الجانب الشرقي من الناصفة العظيمة، وهي مساحة مائية شاسعة تُهيمن على جغرافية غرب برمودا. في الشرق، تلتقي بيمبروك بأبرشية ديفونشاير. وكما هو الحال في معظم رعيات برمودا، تغطي مساحة تزيد قليلاً عن 2.3 ميل مربع (حوالي 6.0 كيلومتر مربع أو 1500 فدان). بلغ عدد سكانها 11,160 نسمة في عام 2016.